# Lahnstein
Lahnstein (phát âm tiếng Đức: [ˈlaːnʃtaɪn]) là một đô thị ở huyện Rhein-Lahn, bang Rheinland-Pfalz, in phía tây nước Đức.

## Thành phố kết nghĩa
- Kettering, Anh, 1956
- Vence, Pháp, 1967
- Ouahigouya, Burkina Faso, 1978
- Hermsdorf, Thuringia, Đức, 1990